# NFL on 日テレG+
NFL on 日テレG+（NFL・オン・にっテレジータス）は、日本テレビ放送網（日テレ）が制作、日テレジータスが放送するCS唯一のNFL中継番組。

## 概要
日テレジータスのNFL中継は、「G+ SPORTS&NEWS」として開局した2002年シーズンより「NFL on G+」として開始。チャンネル名が日テレG+となった2006年シーズン以降は、番組名も「NFL on 日テレG+」となった。2015年よりチャンネル名が日テレジータスに変更され、現在の番組名は「NFL on 日テレジータス 2018」のように後ろにシーズンの西暦が付く。
レギュラーシーズンは週に1試合以上、最大3試合を生中継する。日本時間金曜日午前のサーズデーナイトフットボールと月曜日午前のサンデーナイトフットボールを生中継するのが基本で、日曜夜にロンドンゲームを生中継する週もある。公式戦の終盤は注目カードを放映する場合もある。2016年シーズンよりGAORAがNFL中継から撤退したため、CSでは唯一NFLを中継する局となった。これに伴い、プレーオフは全試合生中継となった。プロボウルも生中継。また、2021年シーズンよりNHK BS1もNFL公式戦の中継から撤退したため、テレビ放送でNFLを視聴できる唯一の局となっている。
スーパーボウルは2013年（第47回）以降生中継を実施。2012年（第46回）までは日テレ地上波で放送（試合当日深夜）された翌日以降に放送。そのうち、日テレジータスでの初回放送はハーフタイムショーを含めた完全版、リピート放送は編集版で放送していた。なお、2002年（第36回）以降、スーパーボウルの国際映像はNFL（現在はNFLネットワーク）が担当しているが、日テレ制作分は2006年（第40回）までは現地放送局のものを使用していた。
2010年シーズンより全試合ハイビジョン制作となった。
2020年、NFLドラフトを初めて放送した。日本でのNFLドラフトの生中継はかつてGAORAが実施していた。

## 実況・解説・過去の解説

### 実況
太字は2024-25シーズンの担当。
- 日テレスポーツ実況アナウンサー
  - 鈴木健
  - 菅谷大介
  - 田辺研一郎
  - 中野謙吾
  - 蛯原哲
  - 佐藤義朗
  - ラルフ鈴木
  - 安村直樹
  - 山﨑誠
  - 伊藤大海
  - 弘竜太郎
  - 澁谷善ヘイゼル

- 有馬隼人（オリエンタルバイオシルバースター ヘッドコーチ。解説者としても出演）
- 近藤祐司（スポーツアンカー。元アサヒ飲料チャレンジャーズ）
- 野瀬正夫（元NHKアナウンサー）
- 増田隆生（元日本テレビアナウンサー）

### 解説
- 森清之（東京大学ウォリアーズ ヘッドコーチ、日本アメリカンフットボール協会 常務理事）
- 生沢浩（ジャパンタイムズ 編集局運動部主任）
- 村田斉潔（龍谷大学シーホース ヘッドコーチ）
- 有馬隼人（実況も兼任する）
- 小坂恭平（元クリーブランド・ブラウンズ ディフェンシブアシスタント）
- 秋元諭宏（元慶應義塾大学ユニコーンズ ヘッドコーチ、日本アメリカンフットボール協会 国際担当顧問）

### 過去の解説
- 後藤完夫（出版社「タッチダウン」社主）
- 松本直人（『月刊タッチダウン』編集長）
- 松田哲弘（『タッチダウンPRO』編集長）
- 安部奈知（日大三高ブラックレジスタンス コーチ）
- 板井征人（関西大学カイザース ヘッドコーチ）
- 大橋誠（オービックシーガルス シニアアドバイザー）
- 河口正史（桜美林大学スリーネイルズクラウンズ コーチ兼トレーナー）
- 河田剛（スタンフォード大学 オフェンシブコーチ）
- 水野弥一（元京都大学ギャングスターズ ヘッドコーチ）

## 備考
この番組とNFL倶楽部でのみ流れる日テレ屋WebのNFLグッズのCMがあった。2008年シーズンは小熊美香、2009年シーズンは日テレジェニック2009、2010年シーズンは水卜麻美が出演した。